# Riu Fraser
El Riu Fraser és el riu més llarg de Colúmbia Britànica, Canadà, amb més de 1.370 km de longitud. Es localitza completament dins de la província de Columbia Britànica. Neix en les muntanyes Rocoses i desemboca a l'oceà Pacífic. El delta del riu se situa en la regió metropolitana de Vancouver.